# Micranthocereus polyanthus

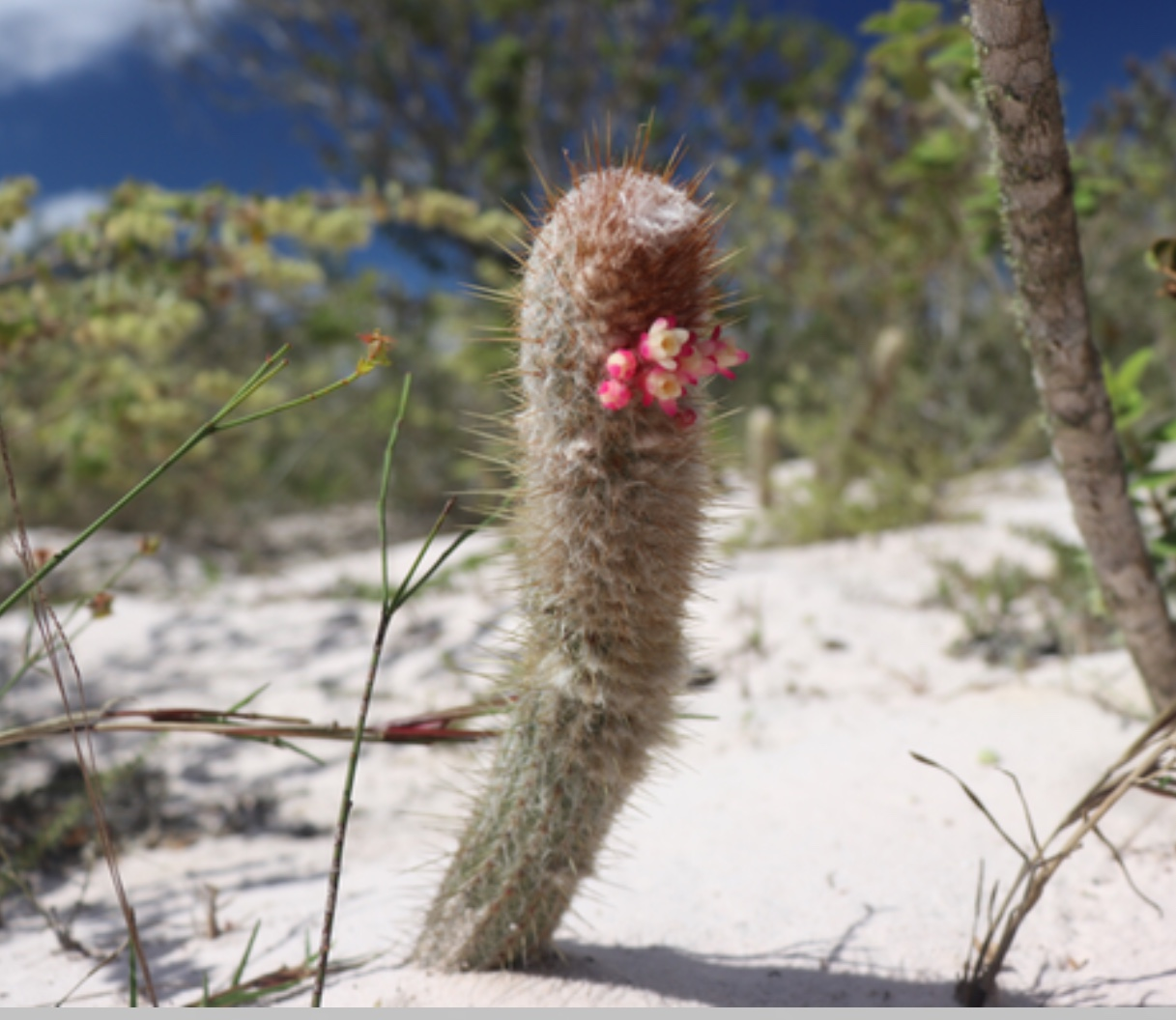
Micranthocereus polyanthus subsp. alvinii Bahia 2018

Micranthocereus polyanthus ist eine Pflanzenart aus der Gattung Micranthocereus in der Familie der Kakteengewächse (Cactaceae). Das Artepitheton beschreibt die „vielen Blüten“.

## Beschreibung
Micranthocereus polyanthus wächst von der Basis verzweigend mit säulenförmigen, bläulich grünen Trieben und erreicht Wuchshöhen von bis 1,25 Metern. Die Triebe weisen Durchmesser von 3,5 bis 6 Zentimetern auf. Es sind 15 bis 22 (selten 12) niedrige Rippen vorhanden. Die 1 bis 2 Zentimeter voneinander entfernt stehenden Areolen sind mit weißer Wolle besetzt. Die 3 bis 7 goldgelben bis rötlichen Mitteldornen sind bis 3 Zentimeter lang. Die 20 bis 30 nadeligen,  weißlichen bis goldgelben Randdornen sind 5 bis 12 Millimeter lang. Das unauffällige Cephalium befindet sich in der Nähe der Triebspitze.
Die röhrenförmigen rosaroten bis etwas rosafarbenen Blüten erscheinen sehr zahlreich. Sie sind 1,6 bis 1,8 Zentimeter lang. Die Früchte sind rosarot.

## Systematik, Verbreitung und Gefährdung
Micranthocereus  polyanthus ist im brasilianischen Bundesstaat Bahia verbreitet.
Die Erstbeschreibung als Cephalocereus polyanthus erfolgte 1932 durch Erich Werdermann. Curt Backeberg stellte die Art 1942 in die Gattung Micranthocereus. Ein weiteres nomenklatorisches Synonym ist Arrojadoa polyantha (Werderm.) D.R.Hunt (1987).
Es werden folgende Unterarten unterschieden:
- Micranthocereus polyanthus subsp. alvinii M.Machado & Hofacker
- Micranthocereus polyanthus subsp. polyanthus

Micranthocereus polyanthus wird in der Roten Liste gefährdeter Arten der IUCN als „Endangered (EN)“, d. h. stark gefährdet, eingestuft.

## Nachweise